# Демократическая партия (Соломоновы Острова, 1965—1967)
Демократическая партия (англ. Democratic Party) — первая политическая партия на Соломоновых Островах.

## История
Партия была основана в июне 1965 года представителем Хониары Мариано Келези и представителем Северной Малаита Эриком Лоусоном в попытке пролоббировать поддержку для формирования правительства. Партия вращалась в основном вокруг её президента Келези и секретаря Лоусона, не имела официальной институциональной структуры и значимости за пределами Законодательного совета и продолжала использовалаться главным образом в качестве поддержки по созданию павительства. Келеси и Лоусон были членами Законодательного совета, и формирование партии было направлено на объединение избранных членов, которые в 1964 году были представлены в Совете. Всего к новой партии присоединились 8 депутатов.
После избрания исполнительной власти страны партия в 1967 году прекратила своё существование, поскольку цель, ради которой она была создана, была достигнута. 